# راسيل هولمز (سياسي)
راسيل هولمز (بالإنجليزية: Russell Holmes)‏ هو سياسي أمريكي، ولد في 17 أغسطس 1969 بموند بايو في الولايات المتحدة. حزبياً، نشط في الحزب الديمقراطي. وقد انتخب عضو مجلس نواب ماساتشوستس.